# Покраяц, Бранислав
Бранислав Покраяц (серб. Бранислав Покрајац / Branislav Pokrajac; 27 января 1947, Белград — 5 апреля 2018, Белград) — югославский сербский гандболист, выступавший за сборную Югославии по гандболу в 1960-х и 1970-х годах. Чемпион летних Олимпийских игр в Мюнхене, дважды чемпион Средиземноморских игр, обладатель двух бронзовых медалей чемпионатов мира. Также известен как гандбольный тренер.

## Биография
Бранислав Покраяц родился 27 января 1947 года в Белграде, Югославия.
На клубном уровне в разное время выступал за «Белград», «Црвену Звезду» и «Динамо» из Панчево.
Первого серьёзного успеха на международной арене добился в сезоне 1967 года, когда вошёл в основной состав югославской национальной сборной и одержал победу на Средиземноморских играх в Тунисе. Кроме того, выступил на чемпионате мира в Швеции, но здесь занял лишь седьмое место.
В 1970 году побывал на мировом первенстве во Франции, откуда привёз награду бронзового достоинства — в полуфинале югославы уступили сборной ГДР, но затем в матче за третье место победили Данию.
Благодаря череде удачных выступлений удостоился права защищать честь страны на летних Олимпийских играх 1972 года в Мюнхене — югославы выиграли здесь все матчи и завоевали золотые медали, при этом Покраяц принял участие во всех шести играх своей команды и забросил 15 мячей.
Став олимпийским чемпионом, Покраяц остался в основном составе гандбольной команды Югославии и продолжил принимать участие в крупнейших международных соревнованиях. Так, в 1974 году он добавил в послужной список бронзовую награду, полученную на чемпионате мира в ГДР — югославские гандболисты уступили хозяевам турнира и расположились в итоговой таблице на втором месте, после чего выиграли утешительных матч за третье место у сборной Польши.
В 1975 году Бранислав Покраяц со своей командой был лучшим на Средиземноморских играх в Алжире.
Находясь в числе лидеров югославской сборной, благополучно прошёл отбор на Олимпийские игры 1976 года в Монреале, однако на сей раз попасть в число призёров не смог — на групповом этапе югославы набрали такое же количество очков, как и сборные СССР и ФРГ, однако уступили им по разнице заброшенных и пропущенных мячей. В финальном раунде они обыграли Венгрию и заняли итоговое пятое место. Покраяц сыграл здесь в пяти играх, в которых забил четыре гола.
В общей сложности в течение своей карьеры провёл за сборную Югославии 180 матчей, забросив 510 голов.
После завершения спортивной карьеры занялся тренерской деятельностью, работал в нескольких югославских гандбольных клубах, а затем возглавил национальную сборную Югославии по гандболу. В частности, под его руководством команда завоевала серебро на Олимпиаде 1984 года в Лос-Анджелесе. Впоследствии приглашался руководить сборными Испании, США, Египта и Катара. Проводил лекции и семинары в разных странах мира.
Умер 5 апреля 2018 года в Белграде в возрасте 71 года. Похоронен на Аллее заслуженных граждан Нового кладбища в Белграде.